# Вълтава
Вълтава (на чешки: Vltava; на немски: Moldau) е най-дългата, изцяло протичаща река в Чехия (Южночешки и Средночешки край), ляв приток на Лаба. Дължина 430,2 km, площ на водосборния басейн 28 090 km². Често е посочвана за националната река на чешкия народ и „кралицата на чешките реки“, на която са посветени много произведения на изкуството.

## Етимология
И за двете имена на реката, чешкото Вълтава и немското Молдау, се смята, че произхождат от старогерманските думи Wilt-ahwa („дива вода“; за сравнение – на латински: aqua). В хрониката Фулденски анали от 872 г., реката е посочена като Fuldaha. В Chronica Boemorum на Козма Пражки (1125 г.) за първи път е наречена с името Wlitawa. Срещат се и формите Wltawa, Whltawa и Wulta, а средновековният чешки историк Павел Странски изписва името на реката като Hltawa. Старочешката форма Wltawa се налага без прекъсване около 1680 г., а след езиковите промени в чешкия език от 1849 г. тя се превръща във Vltava.

## Географска характеристика

### Извор, течение, устие
За начало на река Вълтава се приема лявата съставяща я река Топла Вълтава, която води началото си на 1172 m н.в., под връх Черна хора в планината Шумава, в близост до границата с Германия. След 54 km Топла Вълтава се съединява с идващата отдясно река Студена Вълтава, извираща на германска територия и двете заедно дават началото на същинската река Вълтава. Окало 90 km реката тече на югоизток, а след излизането си от живописния каньон Виши Брод рязко завива на север и запазва това направление до устието си. По-нататък пресича от юг на север Будейовицката равнина, където долината ѝ значително се разширява и изплитнява. След устието на десния си приток Лужнице долината на Вълтава отново се стеснява при пресичането на възвишенията на Средна Чехия, а след устието на десния си приток Сазава става отново широка и плитка. Преминава през чешката столица Прага, последните 10 km тече на изток и се влива отляво в река Лаба, на 156 m н.в., при град Мелник.

### Водосборен басейн, притоци
Водосборният басейн на Вълтава обхваща площ от 28 090 km², което представлява 18,95% от водосборния басейн на Лаба. На територията на Чехия се намират 96,29% от водосборния ѝ басейн, в Австрия – 3,28%, в Германия – 0,43%. Речната ѝ мрежа е двустранно развита с почти равномерно разпределени леви и десни притоци. На северозапад и североизток водосборният басейн на Вълтава граничи с водосборните басейни на реките Охрже, Доубрава и други по-малки, леви притоци Лаба, а на югоизток, юг и югозапад – с водосборния басейн на река Дунав (от басейна на Черно море).
Асновни притоци:
- леви – Отава (112 km, 3840 km²), Бероунка (139 km, 8855 km²);
- десни – Малше (96 km, 979 km²), Лужнице (208 km, 4235 km²), Сазава (226 km, 4530 km²).

### Хидроложки показатели
Вълтава има смесено снежно-дъждовно подхранване с повишено пролетно пълноводие в резултат от снеготопенето и слабо изразено лятно маловодие, по време на което характерно явление са епизодичните прииждания на реката в резултат от поройни дъждове във водосборния ѝ басейн. Среден годишен отток в Прага 151 m³/sec, като при вливането си в Лаба Вълтава е по-пълноводна от нея.

## Стопанско значение, селища
Вълтава е плавателна за плиткогазещи речни съдове на 84 km от устието (до град Щеховице), като между устието си и Прага са създадени 12 шлюза, които поддържат постоянна дълбочина от 2,1 m. По течението ѝ са изградени 6 язовира („Липно“, „Орлик“, „Камик“, „Слапи“, „Щеховице“ и „Вране“), които регулират оттока на реката, а в основата на преградните им стени действат мощни ВЕЦ-ове.
При преминаването си през Прага (31 km) над реката са построени 18 моста (включително Карловия мост). Водата на реката е използвана за пиене до 1912 г., когато водната кула във Винохради престава да изпомпва вода от Вълтава и сменя водоизточника си. Въпреки това, реката остава източник на питейна вода в случай на аварии/ремонтни дейности по подаването на вода от реките Желивка и Каране.
Частта около Чески Крумлов (по-точно от Виши Брод до Боршов над Вълтавоу) е популярна дестинация за воден туризъм (рафтинг).
Долината на реката е гъсто заселена, като най-големите селища са градовете: Липно над Вълтава, Чески Крумлов, Ческе Будейовице, замъкът Хлубока, Тин над Вълтава, столицата на Чехия – Прага, Кралупи над Вълтава, Мелник.